# Bitwa pod Słonimem (1764)
Bitwa pod Słonimem – bitwa stoczona 26 czerwca 1764 roku pomiędzy wojskiem Karola Radziwiłła "Panie Kochanku" a wojskami rosyjskimi w czasie wojny domowej 1764 roku.
Po śmierci króla Augusta III Sasa obóz Familii (Czartoryskich) zawiązał konfederację litewską, która miała na celu odsunąć od wpływów przedstawicieli stronnictwa sasko-republikańskiego (hetmańskiego) i przeforsować wybór na króla własnego przedstawiciela – stolnika litewskiego Stanisława Poniatowskiego. Poniatowski był również popierany przez Rosję i Prusy, które 11 kwietnia 1794 roku zawarły w tej sprawie tajny układ, ale nie cieszył się poparciem większości szlachty. 
16 kwietnia konfederacja litewska oskarżyła o złamanie prawa jednego z przywódców obozu hetmańskiego na Litwie wojewodę wileńskiego Karola Radziwiłła "Panie Kochanku" i wezwała do Rzeczypospolitej wojska rosyjskie. Oddziały Katarzyny II wkroczyły w najbliższych dniach w sile 7–8 tysięcy żołnierzy. Pod ich bagnetami oraz w obecności prywatnych oddziałów Czartoryskich odbyły się w Warszawie obrady sejmu konwokacyjnego (7 maja–23 czerwca). Na obrady te przybyły także wojska zwolenników obozu hetmańskiego, w tym oddziały prywatne Radziwiłła i Franciszka Salezego Potockiego. Książę Radziwiłł i jego zwolennicy wydali manifest uznający Sejm konwokacyjny za nielegalny z powodu obecności wojsk rosyjskich, ale wobec przewagi siły wycofali się z Warszawy.
2 czerwca na polecenie Familii oddziały rosyjskie najechały Nieśwież, siedzibę Radziwiłła.
26 czerwca pod Słonimem doszło do otwartego starcia między oddziałami dowodzonymi przez księcia Radziwiłła a wojskami rosyjskimi wysłanymi przez Familię. Radziwiłł na czele ok. 3000 swoich ludzi stoczył całodzienną walkę z ok. 1500–2000 Rosjan. Jednak pozbawiony pomocy Potockiego i zagrożony okrążeniem przez oddziały Familii wycofał się ku granicy z Mołdawią i przekraczając Dniestr schronił się pod opiekę Porty Osmańskiej w Sorokach. Później wyjechał do Drezna, stolicy Saksonii. Przebywał na emigracji do lutego 1767 roku, gdy wrócił do kraju z inicjatywy rosyjskiego ambasadora Nikołaja Riepnina.
Według własnej relacji, w czasie bitwy pod Słonimem obecna była siostra księcia Karola, Teofilia Konstancja Radziwiłłówna. Tuż po tym wydarzeniu wyszła ona niespodziewanie za mąż za uczestniczącego w starciu szlachcica Ignacego Morawskiego, wówczas korneta (podchorążego) huzarów milicji radziwiłłowskiej, co wywołało skandal jako duży mezalians. 